# Квасов, Иван Иванович
Ива́н Ива́нович Ква́сов (1922—1945) — капитан Рабоче-крестьянской Красной Армии, участник Великой Отечественной войны, Герой Советского Союза (1945).

## Биография
Иван Квасов родился 26 сентября 1922 года в селе Азовка (ныне — район города Боброва Воронежской области). После окончания школы-семилетки и школу фабрично-заводского ученичества при Воронежском авиазаводе работал в городе Боброве на заводе. В 1941 году Квасов был призван на службу в Рабоче-крестьянскую Красную Армию. В 1943 году он окончил Харьковское танковое училище. Принимал участие в боях на Западном, Брянском, Южном, 1-м Украинском и 1-м Белорусском фронтах. К январю 1945 года капитан Иван Квасов командовал танковой ротой 3-го танкового батальона 65-й танковой бригады, (11-го танкового корпуса, 69-й армии, 1-го Белорусского фронта). Принимал участие в освобождении и взятии городов Радом, Зволено, Томашув, Лодзь, Шримм, Грец. Отличился во время Висло-Одерской операции.
15 января 1945 года во время прорыва второй линии немецкой обороны в ходе наступления с Пулавского плацдарма рота Квасова разгромила немецкую штабную колонну, захватив важные документы и карты противника, уничтожив 1 генерала, 16 офицеров в чине от капитана до полковника, захватив 23 автомашины и 2 бронетранспортёра. 16 января рота разгромила ещё одну немецкую колонну, отступавшую из Радома, и прикрывавшую её артиллерию, разбив две батареи 88-мм орудий, захватив шесть 88-мм орудий, 23 зенитных пушки, один танк и 200 автомашин с военным грузом. 23 января 1945 года в боях за город Шримм первым ворвался в город, очищая его от фаустников. 25 января 1945 года, действуя в районе города Грец, рота под его командованием уничтожила 160 гитлеровцев, в том числе командира полка. 4 апреля 1945 года Квасов получил тяжёлое ранение и был отправлен в госпиталь, где скончался на следующий день (по другим данным, скончался вечером того же дня). Похоронен в городе Костшин-над-Одрой.

## Награды
Указом Президиума Верховного Совета СССР от 31 мая 1945 года за «мужество и героизм, проявленные в Висло-Одерской операции» капитан Иван Квасов посмертно был удостоен высокого звания Героя Советского Союза. Также был награждён двумя орденами Ленина, орденами Красного Знамени, Отечественной войны 1-й степени, двумя орденами Красной Звезды.

## Память
В честь Квасова названы улица и переулок в Боброве.